# 국제해양법법원
국제해양법재판소(國際海洋法裁判所, 영어: International Tribunal for the Law of the Sea, ITLOS, 독일어: Internationale Seegerichtshof, ISGH) 또는 국제해양법법원(國際海洋法院)은 1982년 12월 10일 자메이카의 몬테고 만에서 서명되었고, 1994년 11월 16일 발효된 유엔 해양법 협약에 의해 설립된 재판소이다.
독일 함부르크의 북위 53° 33′ 04″ 동경 9° 51′ 03″ / 북위 53.55111°  동경 9.85083° 에 법원이 있다.

## 역사
국제해양법 법원은 유엔 해양법 협약에 의해서 1982년에 서명되어 1994년에 발효되었다. 1995년에 공식적으로 유엔 전문기구로 출범하였으며, 위치는 독일연방공화국 함부르크 시에 있다. 국제해양법 법원은 재판소장에 의해서 지휘되는, 독립적인 성격을 강하고 띄고 있는 국제사법재판소라고 할 수 있다.

## 역할
국제해양법법원은 대륙붕, 해양자원, 어업권, 해양환경보호, 선박 나포, 그리고 배타적 경제수역에 대한 소송 및 재판을 담당하고 있다.

## 구성
총 21명의 재판관으로 구성되어 있으며, 다양한 국가 출신의 국제법, 특히 해양법 전문가들이 재판관으로 임명되어 9년의 임기를 지낸다. 재판소장직과 부 재판소장직이 존재하며, 재판관들은 총 18년 동안연임할 수 있다. 한국의 경우 박춘호 교수, 백진현 교수가 재판관을 역임하였으며, 이자형 외교부 전 국제법률국장이 2023.10월부터 재판관을 역임중이다.
- 재판소장
  - 토마스 에이다르

- 부 재판소장
  - 네루 차다
- 재판관(19명)
  - 호세 루이스 헤수스
  - 부알렘 부그타이아
  - 조세프 다비드 아타드
  - 마키얀 쿨릭
  - 오스카 카벨로 사루비
  - 크리앙삭 키티차리사리
  - 로만 콜로드킨
  - 리에스베스 리인자드
  - 마리아 테레사 인판테 카피
  - 지엘롱 두안
  - 케이시-앤 브라운
  - 아이다 카라클리오
  - 모리스 캄가
  - 프리다 마리아 아르마스 피르터
  - 히데히사 호리노치
  - 템빌레 엘퍼스 조이니
  - 이자형
  - 오스만 케 카마라
  - 콘래드 얀 마르키니악

## 같이 보기
- 유엔해양법 협약